# Бёрингер, Фолькер
Фолькер Бёрингер (нем. Volker Böhringer; 1912, Эслинген — 1961, Штутгарт) — немецкий художник и график, представитель новой предметности. Основная тема ранних работ — промышленные ландшафты.

## Биография
Фолькер Бёрингер начал свою учёбу в 1929 году в государственной художественной школе Вюртемберг в Штутгарте под руководством Эрнста Шнейдлера. В 1930 перешёл в академию, продолжив обучение, и в начале 1933 года поступил в магистратуру под началом Ганса Шпигеля.
В эпоху национал-социализма в 1937 году он отказался вступить в Лигу немецких живописцев и графиков, в связи с чем были запрещены выставки его работ. После Второй мировой войны принял участие в первой немецкой художественной выставке в Дрездене. За этой выставкой последовала другая, в Берне в 1947 году и Цюрихе в 1949. В 1960 году в Эслингене состоялась первая персональная выставка Бёрингера, а затем прошла совместная с Отто Диксом в Хайльбронне.